# Ewa Graczyk
Ewa Elżbieta Graczyk (ur. 24 sierpnia 1953 w Gdyni) – polska literaturoznawczyni, profesor nauk humanistycznych, nauczyciel akademicki Uniwersytetu Gdańskiego, eseistka, feministka.

## Życiorys
Absolwentka Uniwersytetu Gdańskiego (1977). W latach 1979–1983 była słuchaczką studium doktoranckiego w Instytucie Badań Literackich Polskiej Akademii Nauk. Następnie została asystentką na UG. W 1986 uzyskała w Instytucie Badań Literackich PAN stopień naukowy doktora nauk humanistycznych w dyscyplinie literaturoznawstwo. Od 1994 do 1998 była lektorką języka polskiego oraz wykładowczynią literatury i kultury polskiej na Uniwersytecie w Tuluzie. Stopień naukowy doktora habilitowanego nauk humanistycznych w dyscyplinie literaturoznawstwo specjalność historia literatury polskiej otrzymała w 2005 na Wydziale Filologiczno-Historycznym Uniwersytetu Gdańskiego na podstawie dorobku naukowego oraz monografii pt. Przed wybuchem wstrząsnąć. O twórczości Gombrowicza w okresie międzywojennym. Tytuł naukowy profesora nauk humanistycznych nadano jej w 2015.
Została profesorem nadzwyczajnym Uniwersytetu Gdańskiego na Wydziale Filologicznym w Instytucie Filologii Polskiej i dyrektorem tego instytutu (2006).
Organizatorka konferencji naukowych, autorka książek eseistycznych. Nominowana do Nagrody Literackiej „Nike” 2006 za książkę Przed wybuchem wstrząsnąć oraz do Nagrody Literackiej Gdynia 2014 za książkę Od Żmichowskiej do Masłowskiej. O pisarstwie w nadwiślańskim kraju.
Bez powodzenia kandydowała w wyborach do Parlamentu Europejskiego w 2019 z listy Wiosny, w wyborach parlamentarnych w 2023 do Sejmu z ramienia Nowej Lewicy i wyborach samorządowych w 2024 do Sejmiku Województwa Pomorskiego z listy koalicji Lewica.

## Życie prywatne
Jest lesbijką. Członkini Stowarzyszenia na rzecz osób LGBT Tolerado.

## Książki
- Ćma. O Stanisławie Przybyszewskiej (Open, Warszawa 1994)
- O Gombrowiczu, Kunderze, Grassie i innych ważnych sprawach. Eseje (Marabut, Gdańsk 1994)
- Przed wybuchem wstrząsnąć. O twórczości Witolda Gombrowicza w okresie międzywojennym (Słowo/obraz terytoria, Gdańsk 2004)
- Od Żmichowskiej do Masłowskiej. O pisarstwie w nadwiślańskim kraju (Wydawnictwo Uniwersytetu Gdańskiego, Gdańsk 2013)